# ساکه دین محمد

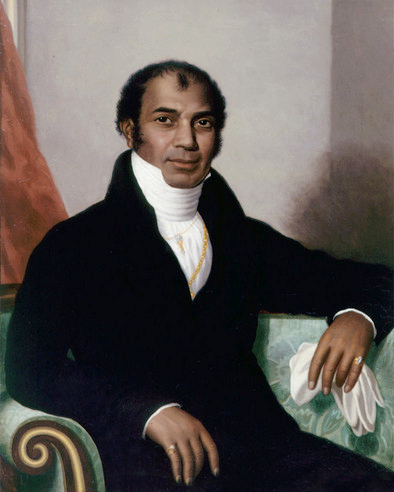
ساکه دین محمد ۱۸۱۰

ساکه دین محمد (۱۷۵۹–۱۸۵۱) سیاح، کارآفرین و از برجسته‌ترین مهاجران غیراروپایی اولیه بود. وی غذاهای بنگالی و حمام و شامپو را به اروپا معرفی کرد.
او همچنین اولین هندی بود که کتابی به زبان انگلیسی بنام سفرهای دین محمد منتشر کرد.

## زندگی
متولد شهر پاتنا ذر ایالت بنگال در هند بود، از یک خانواده مسلمان بنگالی او ادعا می‌کرد که با نواب بنگال خویشاوندی دارد و اجدادی داشته‌است که در دربار امپراتوران مغول کار می‌کردند. پدرش در ارتش بنگال متعلق به شرکت هند شرقی خدمت کرد و زمانی که محمد ۱۱ ساله بود در جنگ جان باخت. پس از مرگ پدر، او تحت تکفل کاپیتان گادفری ایوان بیکر، افسر انگلیسی-ایرلندی قرار گرفت. محمد در ارتش شرکت هند شرقی به عنوان جراح کارآموز خدمت کرد. در سال ۱۷۸۲ کاپیتان بیکر استعفا داد و محمد نیز از ارتش استعفا و همراه بیکر به ایرلند رفت.
در سال۱۷۸۴، محمد به همراه خانواده بیکر به کورک ایرلند مهاجرت کرد. در آنجا برای بهبود زبان انگلیسی خود در یک مدرسه محلی تحصیل کرد و عاشق جین دالی شد. خانواده دالی با رابطه او مخالف بودند زیرا در آن زمان ازدواج پروتستان‌ها با غیر پروتستان‌ها غیرقانونی بود، بنابراین این زوج برای ازدواج در سال ۱۷۸۶ به شهر دیگری گریختند و محمد از اسلام به آنگلیکانیسم گروید. و در اسقف نشین کورک ازدواج کردند. و در اواخر قرن هجدهم به خیابان لیتل رایدر شماره ۷ در لندن نقل مکان کردند.

## فرزندان و نوه‌ها
سوابق کلیسایی در لندن نشان می‌دهند که محمد در سال ۱۸۰۶ با جین جفریس ازدواجی دوم انجام داده‌است. او یک دختر به نام آملیا (متولد ۱۸۰۸) از او داشت و به عنوان پدر «ویلیام دین ماهومت» در ثبت نام محله ذکر شده‌است.
آملیا در ۱۱ ژوئن ۱۸۰۹ در سنت مریلبون، وست مینستر، در لندن غسل تعمید داده شد. دین محمد از همسر قانونی خود هفت فرزند داشت: روزانا، هنری، هوراسیو، فردریک، آرتور و …

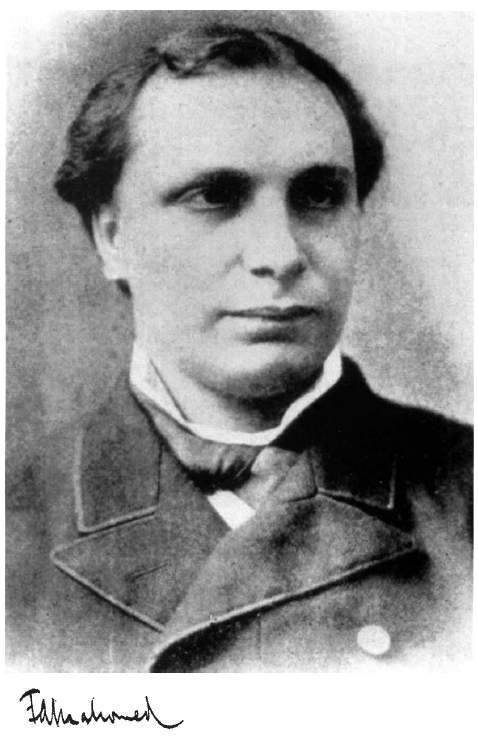
اکبر محمد نوه دین محمد

پسر او، فردریک محمد، مالک حمام‌های ترکی در برایتون بود و همچنین یک آکادمی بوکس و شمشیربازی در نزدیکی برایتون اداره می‌کرد. مشهورترین نوه او، هوراتیو اکبر محمد، یک پزشک مشهور بین‌المللی شد او کمک‌های مهمی به مطالعه فشار خون بالا و تکمیل دستگاه فشارخون سنج کرد. اکبر محمد تدریس نیز می‌کرد ولی همواره از سخنان دیگران در مورد تیره بودن رنگ پوست خود و نام و فامیل اسلامی رنج می‌برد تا جاییکه در تسلیت فوت او هم از رنگ تیره او یاد کردند! اینها باعث شد فرزندش آرکیبالد(۱۸۷۴–۱۹۴۸) که او هم پزشک بود نام خانوادگیشان را به دین تغییر دهد و به آرکیبالد دین مشهور شود.
یکی دیگر از نوه‌های دین محمد، کشیش جیمز کریمان محمد، در اواخر قرن نوزدهم به عنوان مسئول (ویکار) شهرک هوو در ساسکس منصوب شد.

## سفرنامه دین محمد
در ۱۷۹۴ سفرنامه خود را منتشر کرد که به شکل رساله‌ای است که در سفرنامه‌ها و رمان‌های آن عصر رایج بوده و از ۳۸ نامه تشکیل شده‌است.
کتاب با مقدمه‌ای کوتاه آغاز می‌شود که در آن او ایرلند و هند را مقایسه می‌کند، و می‌نویسد که «چهره همه چیز بسیار متضاد با آن صحنه‌های چشمگیر در هند است». .
سپس سفرهای خود را در ارتش بنگال در شمال شرق هند توصیف می‌کند. مجموعه‌ای از درگیری‌های نظامی همراه با توصیف برخی از شهرهای بزرگ، از جمله کلکته و بنارس همراه با گزارش‌های دست اول از فرهنگ هند، تجارت، درگیری‌های نظامی، غذا، حیات وحش و غیره
کتاب با شرح سفر محمد به بریتانیا، جایی که او در سپتامبر ۱۷۸۴ به دارتموث رسید، پایان می‌یابد.
مونا ناراین در اینباره می‌گوید: دین محمد به هند از دیدگاه یک اروپایی نگاه می‌کند! او پیوسته از ضمیر «ما» برای توصیف خود و اروپایی‌ها استفاده می‌کند و در نوشته‌هایش به دنبال به چالش کشیدن مدیریت ضعیف دولتی در شرکت هند شرقی نیست.

## سرمایه‌گذاری در رستوران
در سال ۱۸۱۰، پس از نقل مکان به لندن، اولین رستوران هندی را در انگلستان افتتاح کرد: قهوه‌خانه هندوستان در خیابان جورج، نزدیک میدان پورتمن، مرکز لندن. این رستوران، از جمله اقلام دیگر، قلیان و چپق با تنباکوی واقعی، و غذاهای هندی ارائه می‌کرد.

## معرفی شامپو به اروپا
قبل از افتتاح رستورانش، محمد در لندن برای باسیل کاکرین یک حمام بخار برای استفاده در خانه اش در میدان پورتمن نصب کرده بود و مزایای پزشکی آن را تبلیغ می‌کرد. ممکن است محمد مسئول معرفی تمرین شامپو یا «شامپو کردن» (یا ماساژ هندی) در آنجا بوده باشد.
در سال ۱۸۱۴، محمد و همسرش به برایتون بازگشتند و اولین حمام ماساژ و بخار و «شامپو» را در انگلستان افتتاح کردند، جایی که اکنون هتل کوئینز شده‌است.
او در یک مقاله محلی گفت: حمام بخار هندی (نوعی حمام ترکی)، درمان بسیاری از بیماری‌ها است به ویژه روماتیسم و فلج، نقرس، مفاصل سفت، رگ به رگ شدن‌های قدیمی، پا درد و درد در مفاصل.
این کار بلافاصله با موفقیت روبرو شد و دین محمد به عنوان «دکتر برایتون» شناخته شد. بیمارستان‌ها بیماران را به او ارجاع دادند و او به عنوان شامپو زن جورج چهارم و ویلیام چهارم منصوب شد.

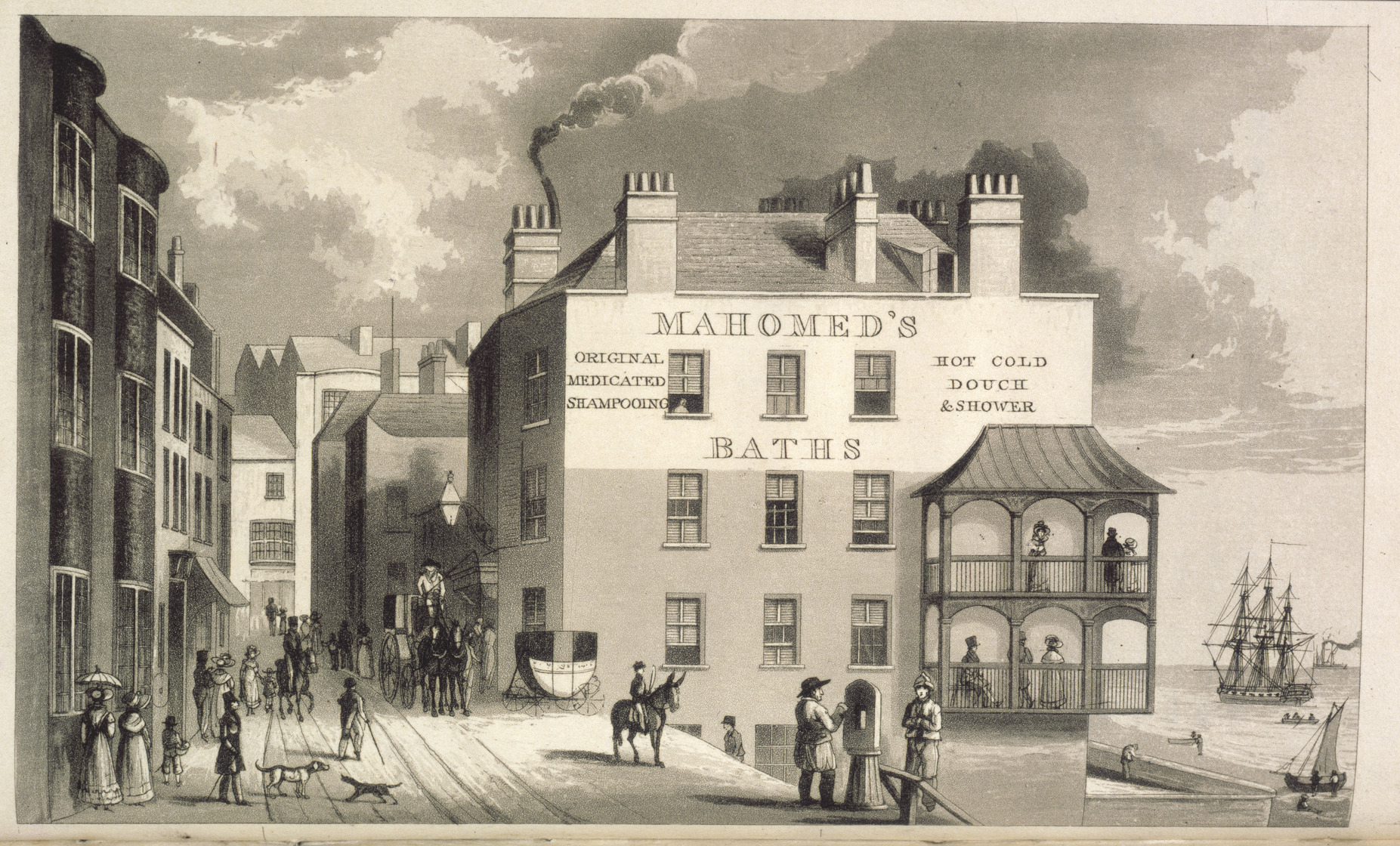
حمام محمد در برایتون جایی که نخستین بار در ۱۸۱۴ شامپو را به اروپا معرفی کرد

محمد دو کتاب نوشت. اولی موارد درمان شده توسط دین محمد، دکتر شامپو و مخترع حمام بخار دارویی و دومی، شامپو کردن یا، مزایای ناشی از استفاده از حمام بخار دارویی هندی و آنها را به پادشاه جورج چهارم تقدیم کرد.

### مقاومت انگلیسی‌ها
محمد در مورد مقاومت مردم در برابر حمام و شامپو زدن می‌گوید:
«هیچ‌کس نمی‌تواند رضایت کامل بدست بیاورد یا عقیده جدیدی را بدون تمسخر بخشی از بشریت جا بیندازد. در مورد من نیز چنین بود و مجبور بودم با تردیدها و ایراداتی که علیه حمام مطرح و منتشر می‌شد مبارزه کنم، اما با توجه به درمان‌های مکرر حاصل از آن، سرنوشت دیگر نوآوری‌های علم را داشته‌است.»